# 小花拂子茅
小花拂子茅（学名：Calamagrostis epigeios var. parviflora）为禾本科拂子茅属下的一个变种。

## 扩展阅读
- 維基物種上的相關：小花拂子茅